# Rojos de Candelaria
I Rojos de Candelaria, conosciuti anche come Rojos de Tenerife, sono stati una squadra di baseball spagnola con sede a Candelaria, sull'isola di Tenerife delle Canarie.

## Storia
La società nacque nel 1995. Nel 2003 perse la finale di Coppa del Re contro il Sant Boi. Tuttavia l'anno seguente mise a segno un triplete: trionfò nel campionato e nella coppa nazionale (in entrambe le competizioni fu la prima volta per una formazione delle Canarie); inoltre vinse la Coppa delle Coppe contro gli Hoofddorp Pioniers. Ripeté quest'ultimo successo nel 2005 contro la medesima squadra; nello stesso anno i Rojos vinsero nuovamente la Coppa del Re ed arrivarono secondi in División de Honor.
Nel 2006 furono squalificati dalle coppe europee per due anni. Nelle stagioni successive non parteciparono più al campionato nazionale.

## Palmarès
- Campionati spagnoli: 1

2004
- Coppe del Re: 2

2004, 2005
- Coppe delle Coppe: 2

2004, 2005

### Altri piazzamenti
- División de Honor:

secondo posto: 2005
terzo posto: 2006
- Coppa del Re:

finalista: 2003
- Coppa CEB:

terzo posto: 2003